# Křesomysl
Křesomysl (780 - 851) was een mythische hertog van Bohemen. Hij wordt beschreven in de Chronica Boemorum (Kroniek van Bohemen), geschreven door Cosmas van Praag (1045-1125). Hoewel dit boek niet historisch betrouwbare informatie levert wordt het toch gezien als standaardwerk van de Boheemse middeleeuwse geschiedenis.
Křesomysl was de vijfde van de zogenaamde zeven Boheemse mythische prinsen. Zij kwamen na Přemysl de Ploeger, de legendarische stichter van de dynastie der Přemysliden en werden opgevolgd door Bořivoj I, de eerste hertog van wie de historiciteit vaststaat. De zeven prinsen zijn voor het eerst beschreven in de kroniek van Cosmas en op die manier terechtgekomen in nagenoeg alle 19e-eeuwse geschiedenisboeken.
De naam Křesomysl kan een samentrekking zijn van de oude Slavische woorden 'křesat' (verlichten) en 'mysl' (geest), en dus 'de geest verlichten' betekenen. Het achtervoegsel -mysl komt overigens vaker voor in mythische namen. Een andere theorie gaat ervan uit dat de namen van de prinsen stonden voor de dagen van de week, waarbij Křesomysl gelijk was aan donderdag: het woord 'křesat' zou dan 'bliksemen' betekenen en dat sluit goed aan bij de goden Jupiter en Donar/Thor, naar wie Iovis Dies en donderdag zijn vernoemd. Een andere theorie gaat uit van een verkeerde interpretatie van een oude, niet volledig overgeleverde Slavische tekst.